# SŽD-Baureihe ТГМ1
Die Lokomotiven der SŽD-Baureihe ТГМ1 (deutsche Transkription TGM 1) der Sowjetischen Eisenbahnen (SŽD) sind breitspurige Diesellokomotiven mit dieselhydraulischer Kraftübertragung vorrangig für den Rangierdienst. Sie ist die erste serienmäßige sowjetische Diesellokomotive mit Strömungsgetriebe.

## Geschichte

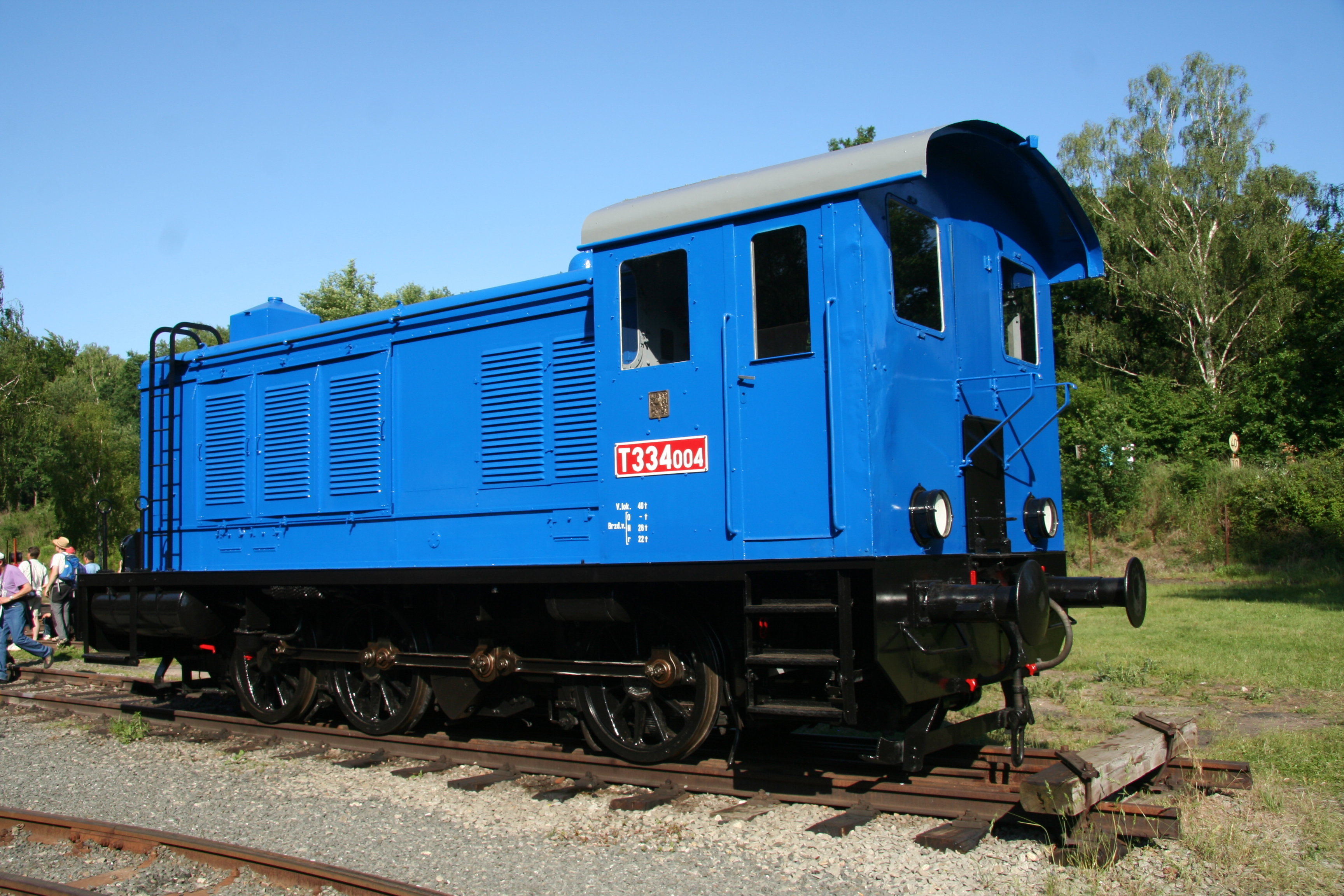
T 334.004 der ČSD (analog der SZD-Baureihe Д^{Г}14) im Eisenbahnmuseum Lužná u Rakovníka (2012)

1956 entstanden in dem Murom-Werk in Murom unter Beteiligung Wjatscheslaw Filatows zwei dreiachsige Diesellokomotiven für den Rangierdienst mit hydrodynamischer Kraftübertragung. Sie wurden in demselben Werk projektiert und entstanden auf Grundlage der DRG V 36, von der eine Maschine nach dem Zweiten Weltkrieg in der damaligen UdSSR als Beutelokomotive verblieben war. Im selben Werk war vorher eine Dampflokomotive für Panzerzüge mit der Bezeichnung 9 P gebaut wurden, die neu entstandene Diesellok stimmte in Bezug der Leistung und Zugkraft mit dem Dampfvorgänger überein.
Von 1956 bis 1972 entstanden dann 3368 Diesellokomotiven dieser Serie. Ursprünglich wurden sie bezeichnet als Reihe TГM, später wurde ihre Bezeichnung umgeändert in ТГМ1. Die Mehrheit der Diesellokomotiven dieser Serie wurden in Industriebetrieben im Verschub eingesetzt, ein Teil der Lokomotiven wurde auch für den Rangierdienst auf Eisenbahnstationen der Staatsbahn sowie im Depotverschub verwendet. Die Lok zeichnete sich im Verlauf ihres langen Betriebsdienstes durch einfache Bedienung und Unterhaltung aus. Besonders geschätzt wurde bei ihr die relativ komfortable Kabine des Maschinisten (ohne Zugluft, bequeme Fahrsessel, gute Lärmisolierung). Aus dem Bestand der Staatsbahn wurde 1990 die letzte Diesellok ТГМ1 aus den Inventarlisten gestrichen.

## Technische Beschreibung

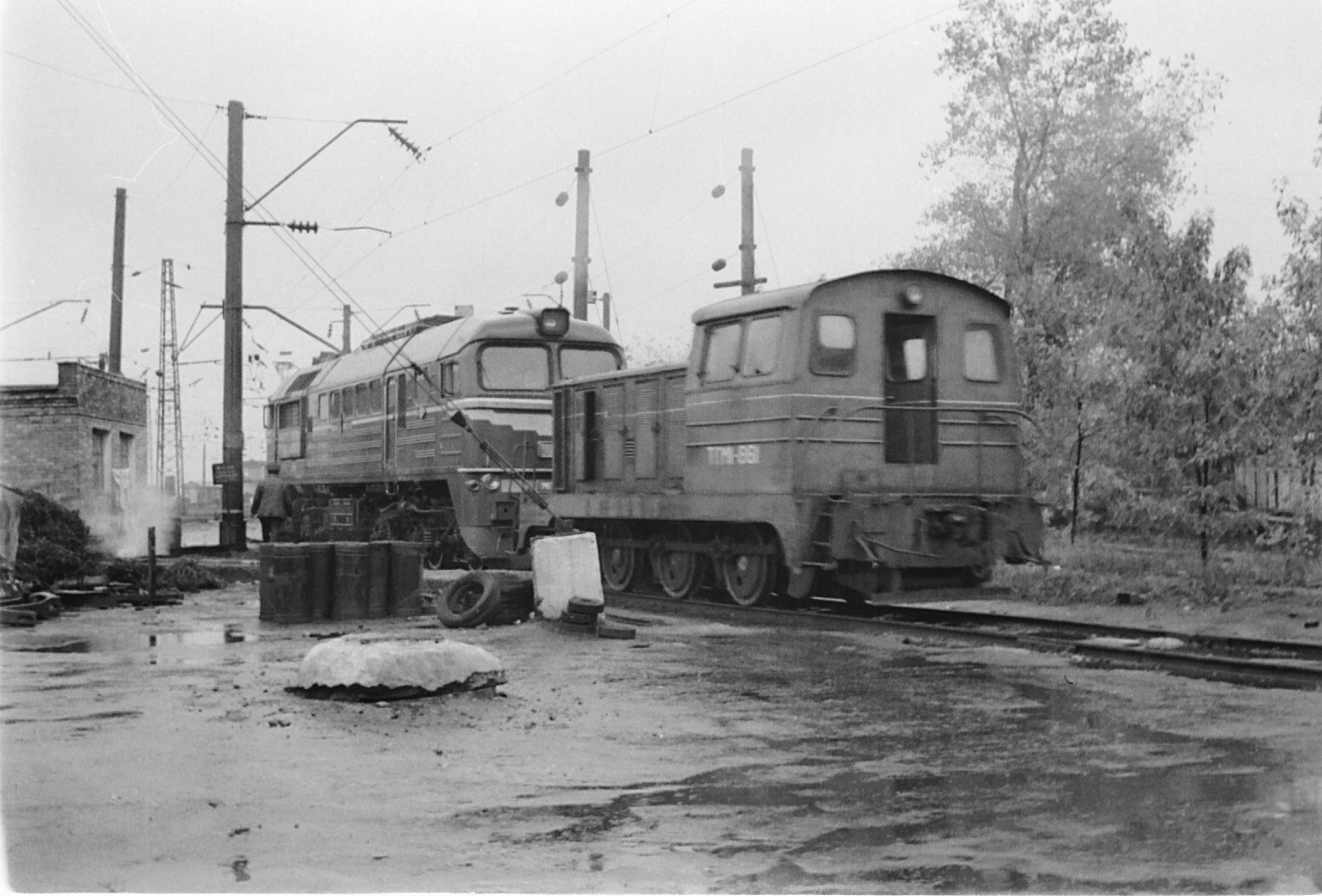
Historisches Foto der ТГМ1-861 beim Werksverschub in Ussurijsk

Die Lokomotive ist wie ihr Vorbild eine Lokomotive mit einseitigem äußerem Führerstand und den Maschinenraum umhüllenden Vorbau. Unter der Kabine des Maschinisten ist die Blindwelle als Getriebeausgang angeordnet. Die Kuppelradsätze sind wie bei der V 36 mit Kuppelstangen verbunden.
Der Dieselmotor ist ein Zwölfzylinder-Viertakt-Dieselmotor mit der Bezeichnung 1D12-400. Er gibt eine Leistung von 294 kW (400 PS) ab und wurde in den Maschinenbauwerken in Barnaul hergestellt. Auf den ersten Lokomotiven der Serie, und gleichfalls auch auf einigen folgenden Serien, wurden Strömungsgetriebe der Firma Voith verwendet. Später wurden diese Getriebe von den Murom-Werken nachgebaut und für die Lokomotiven verwendet. Die Getriebe besitzen einen Strömungswandler für den Anfahrvorgang und zwei Strömungskupplungen je nach Geschwindigkeit der Lok. Dem Strömungsgetriebe ist ein Nachschaltgetriebe für die Steuerung des Rangier-/Streckenganges nachgeordnet. Der Kompressor für die Druckluft der Bremsanlage wurde von einem von dem Dieselmotor direkt angetriebenen Luftverdichter erzeugt.
Der Fahrschalter besaß 16 Positionen. Die Steuerung des Dieselmotors geschah über elektromagnetische und elektropneumatische Ventile. Ein Heizkessel diente für die Heizung der Kabine des Maschinisten in der kalten Jahreszeit und der Vorwärmung des Motors vor dem Startvorgang. Der Kessel erwies sich allerdings als nicht sehr zuverlässig, so dass man für die Heizung der Kabine des Lokführers das Kühlwasser des warmgelaufenen Motors verwendete. Dafür war in der Kabine ein Heizkörper installiert.

## Erhaltene Exemplare

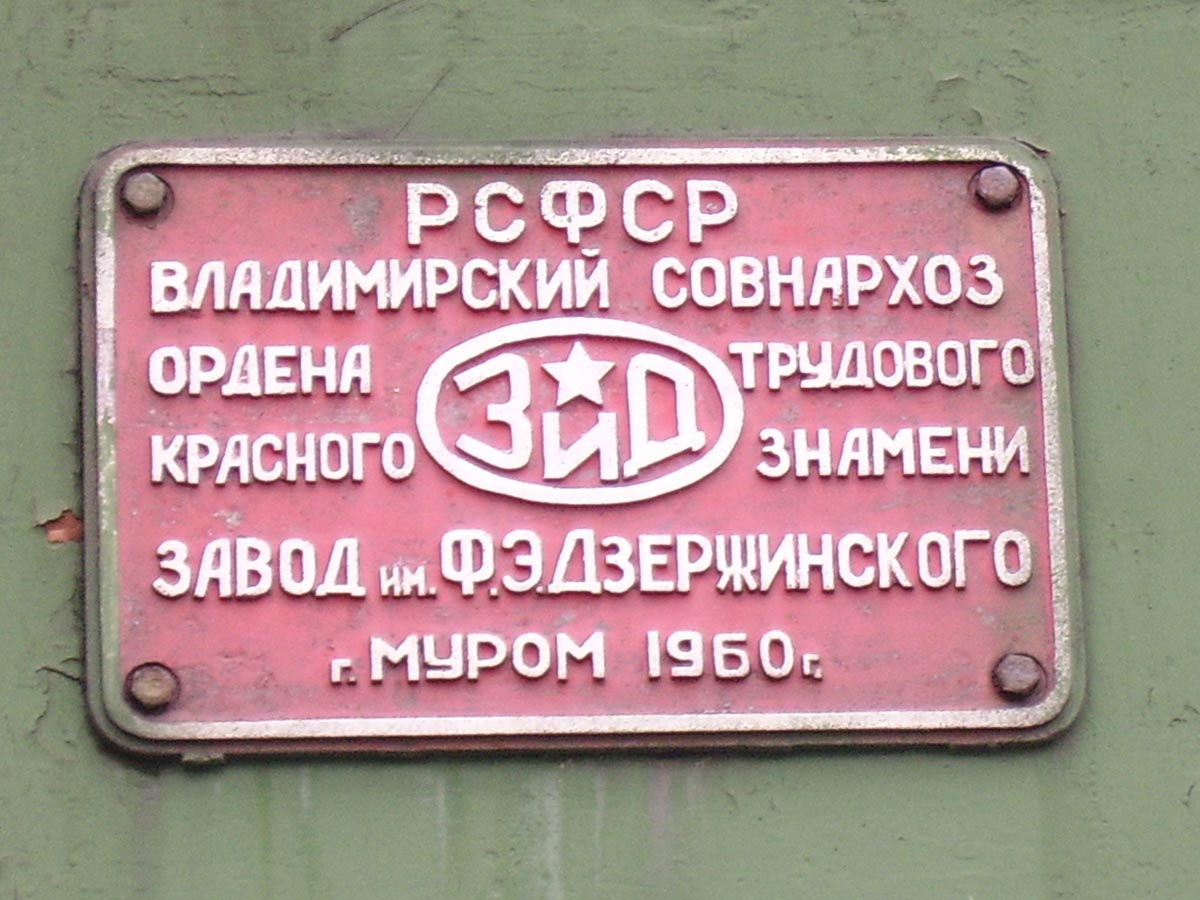
Fabrikschild der ТГМ1-483

Einige Exemplare der Maschinen sind erhalten geblieben, so als Exponate in Eisenbahnmuseen als auch in einigen Exemplaren im laufenden Betrieb in privaten Industrieunternehmen. So befindet sich die ТГМ1.2925 im Eisenbahnmuseum in Nowosibirsk. Als eine der ältesten in Betrieb befindlichen Lokomotiven gilt die ТГМ1.1503. Sie wurde 1963 gebaut und befindet sich an der Shakhovskaya-Station für Restaurierungsarbeiten.